# Pedro Pedrucci
Pedro Pedrucci est un footballeur uruguayen, né le 30 septembre 1961 à Montevideo. Il évolue au poste de milieu de terrain de 1979 à 2003.

## Biographie

### Carrière en club
Numéro 10 gaucher pouvant jouer au poste d'avant-centre, Pedro Pedrucci est champion d'Uruguay en 1983 avec le Nacional.
Il signe au Stade lavallois en 1984 pour quatre ans, sur les conseils de son compatriote Hector Resola, ancien buteur du FC Lorient et de l'US Nœux-les-Mines en D2. Après une saison d'adaptation au début de laquelle il remporte la Coupe de la Ligue, il est contraint au repos à la suite d'une longue maladie. Rétabli, il reprend la compétition au printemps 1986. Dans l'attente qu'il retrouve la plénitude de ses moyens, le Stade lavallois émet le vœu de le prêter, une solution qui ne lui convient pas. En mai 1986 les deux parties trouvent un terrain d'entente pour mettre fin au contrat qui les lie et Pedrucci fait son retour en Uruguay.
Il remporte le championnat uruguayen en 1989 avec le CA Progreso, et est élu meilleur joueur de la saison.
En 1990-1991, il est co-meilleur passeur du championnat du Japon.
Il met un terme à sa carrière en 2003, à 42 ans.

### Parcours en sélection
Vingt fois sélectionné en équipe d'Uruguay espoirs, Pedro Pedrucci est champion d'Amérique du Sud des moins de 20 ans en 1981 aux côtés d'Enzo Francescoli.
Il est appelé en équipe A en 1990. Il compte deux sélections pour un but inscrit en équipe nationale.

### Reconversion
En 2020 il est reconverti dans la quincallerie.

## Palmarès
- Vainqueur du Championnat d'Amérique du Sud des -20 ans en 1981.
- Champion d'Uruguay en 1983 avec le Nacional et en 1989 avec le CA Progreso.
- Vainqueur de la Coupe de la Ligue en 1984 avec le Stade lavallois